# جانفرانکو پاندولفینی
جانفرانکو پاندولفینی (انگلیسی: Gianfranco Pandolfini؛ ۱۶ فوریهٔ ۱۹۲۰ – ۳ ژانویهٔ ۱۹۹۷) بازیکن واترپلو اهل ایتالیا بود.